# Marco Brescianini
Marco Brescianini (20. leden 2000 Calcinate, Itálie) je italský fotbalový záložník, který od léta 2024 hraje za italskou Atalantu. Také hraje za italskou reprezentaci.

## Přestupy
- z Milán do Frosinone za 5 200 000 Euro
- z Frosinone do Atalanta za 2 000 000 Euro (hostování)
- z Frosinone do Atalanta za 10 000 000 Euro

## Statistika

### Klubová
| Sezóna  | Klub           | Liga    | Liga   | Liga | Ligové poháry | Ligové poháry | Ligové poháry | Kontinentální poháry | Kontinentální poháry | Kontinentální poháry | Celkem | Celkem |
| Sezóna  | Klub           | Soutěž  | Zápasy | Góly | Soutěž        | Zápasy        | Góly          | Soutěž               | Zápasy               | Góly                 | Zápasy | Góly   |
| ------- | -------------- | ------- | ------ | ---- | ------------- | ------------- | ------------- | -------------------- | -------------------- | -------------------- | ------ | ------ |
| 2019/20 | Milán          | Serie A | 1      | 0    | IP            | 0             | 0             | -                    | 0                    | 0                    | 1      | 0      |
| 2020/21 | Virtus Entella | Serie B | 29     | 2    | IP            | 2             | 0             | -                    | 0                    | 0                    | 31     | 2      |
| 2021/22 | Monza          | Serie B | 5      | 0    | IP            | 1             | 0             | -                    | 0                    | 0                    | 6      | 0      |
| 2022/23 | Cosenza        | Serie B | 37+2   | 3+0  | IP            | 0             | 0             | -                    | 0                    | 0                    | 39     | 3      |
| 2023/24 | Frosinone      | Serie A | 36     | 4    | IP            | 4             | 0             | -                    | 0                    | 0                    | 40     | 4      |
| 2024/25 | Atalanta       | Serie A | 19     | 4    | IP+IS         | 2+1           | 1+0           | LM+ES                | 6+0                  | 1+0                  | 28     | 6      |
| Celkově | Celkově        | Celkově | 129    | 13   | -             | 10            | 1             | -                    | 6                    | 1                    | 145    | 15     |